# Lac de Rama
Pour les articles homonymes, voir Rama.
Le lac de Rama est un lac de barrage situé dans la localité de Rama-Prozor en Bosnie-Herzégovine. Il a été créé en 1968 par la construction du barrage de Rama (en) sur le cours de la rivière Rama.

## Source de la traduction
- (en) Cet article est partiellement ou en totalité issu de l’article de Wikipédia en anglais intitulé « Rama Lake (Bosnia and Herzegovina) » (voir la liste des auteurs).